# Зафієнталь (Граубюнден)
Зафієнталь (нім. Safiental GR) — громада  в Швейцарії в кантоні Граубюнден, регіон Сурсельва.

## Географія
Громада розташована на відстані близько 145 км на схід від Берна, 25 км на південний захід від Кура.
Зафієнталь має площу 151,4 км², з яких на 1,2% дозволяється будівництво (житлове та будівництво доріг), 38,8% використовуються в сільськогосподарських цілях, 31,1% зайнято лісами, 29% не є продуктивними (річки, льодовики або гори).

## Демографія
2019 року в громаді мешкало 903 особи (-4,7% порівняно з 2010 роком), іноземців було 4,3%. Густота населення становила 6 осіб/км².
За віковим діапазоном населення розподілялося таким чином: 20,3% — особи молодші 20 років, 54,2% — особи у віці 20—64 років, 25,6% — особи у віці 65 років та старші. Було 376 помешкань (у середньому 2,4 особи в помешканні).
Із загальної кількості 437 працюючих 188 було зайнятих в первинному секторі, 61 — в обробній промисловості, 188 — в галузі послуг.